# 萊布拉瑟岩
萊布拉瑟岩（英語：Lay-brother Rock），是南極洲的岩石，位於南奧克尼群島，處於德斯佩爾岩西南面4公里和魯特角西北面13公里，在1933年由英國研究隊繪入地圖和命名，現時由南極條約體系管理。